# Hetepheres I

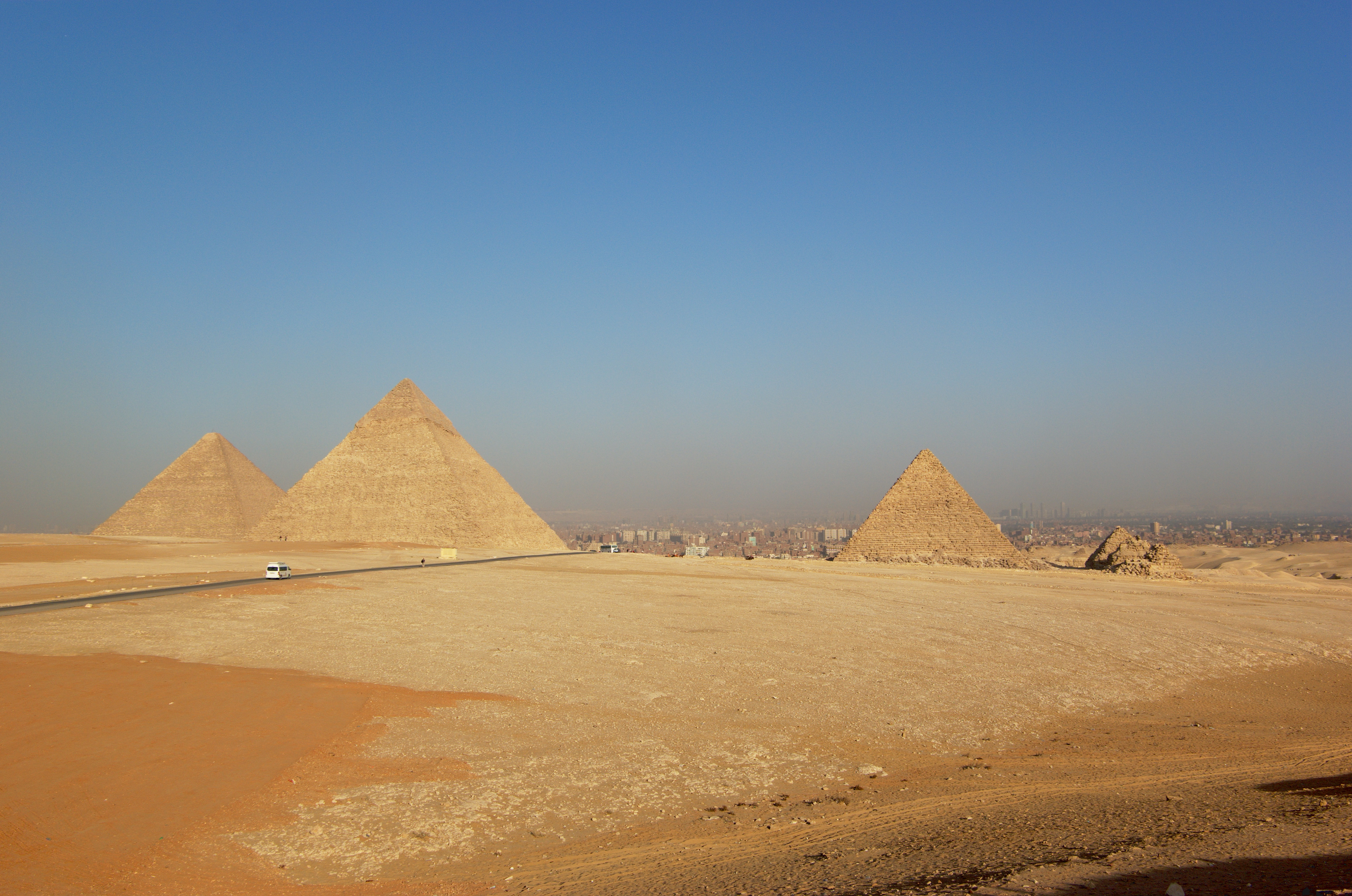
Vista de la meseta de Guiza.

| Htp · t · p | Hr · r | s |

| Htp · t · p | Hr · r | s |

Hetepheres I (circa 2600 a. C.) fue una reina de Egipto, madre de Jufu (Keops) y esposa de Seneferu, faraones de la cuarta dinastía. Se la considera hija de Huny, quinto y último faraón de la tercera dinastía y de su esposa principal, y fue entregada en matrimonio a Seneferu para mantener los derechos dinásticos. Sobrevivió a su marido y murió durante el reinado de Jufu. 
Entre sus títulos no está el de Esposa del Rey, por lo que algunos egiptólogos niegan su origen real y aventuran que era una esposa de menor rango.
Se conoció su existencia por el descubrimiento en Guiza de su tumba, excavada en 1927 por George Andrew Reisner, que le asignó la referencia  G7000X.

## Tumba
La tumba se encuentra en el complejo funerario de Jufu, entre las pirámides satélites y el camino procesional.
La cámara funeraria se encuentra a 20 metros de profundidad, al final de un pasillo descendente en el que se encontraron diversos objetos, incluidos restos de ofrendas. La cámara estaba llena de objetos pequeños apilados. Los materiales orgánicos habían desaparecido y solo quedaba polvo y pequeños fragmentos. Hay dos pequeños nichos, en uno de los cuales se encontraron los vasos canopos. El suelo estaba lleno de trocitos de oro, restos de las placas que cubrían los muebles y otros accesorios. Egiptólogos y arqueólogos consideraban imposible reconstruir nada con ellos, pero Reisner no desistió de ello y reconstruyó la situación exacta de algunos fragmentos en una interpretación considerada como sobresaliente. 
Adosado a la pared estaba el sarcófago de Hetepheres; es de alabastro y tenía intactos los sellos, pero se encontraba vacío. El paradero de la momia sigue siendo un misterio y ha dado lugar a diversas teorías, incluso sobre su identidad o su maternidad.

## Ajuar

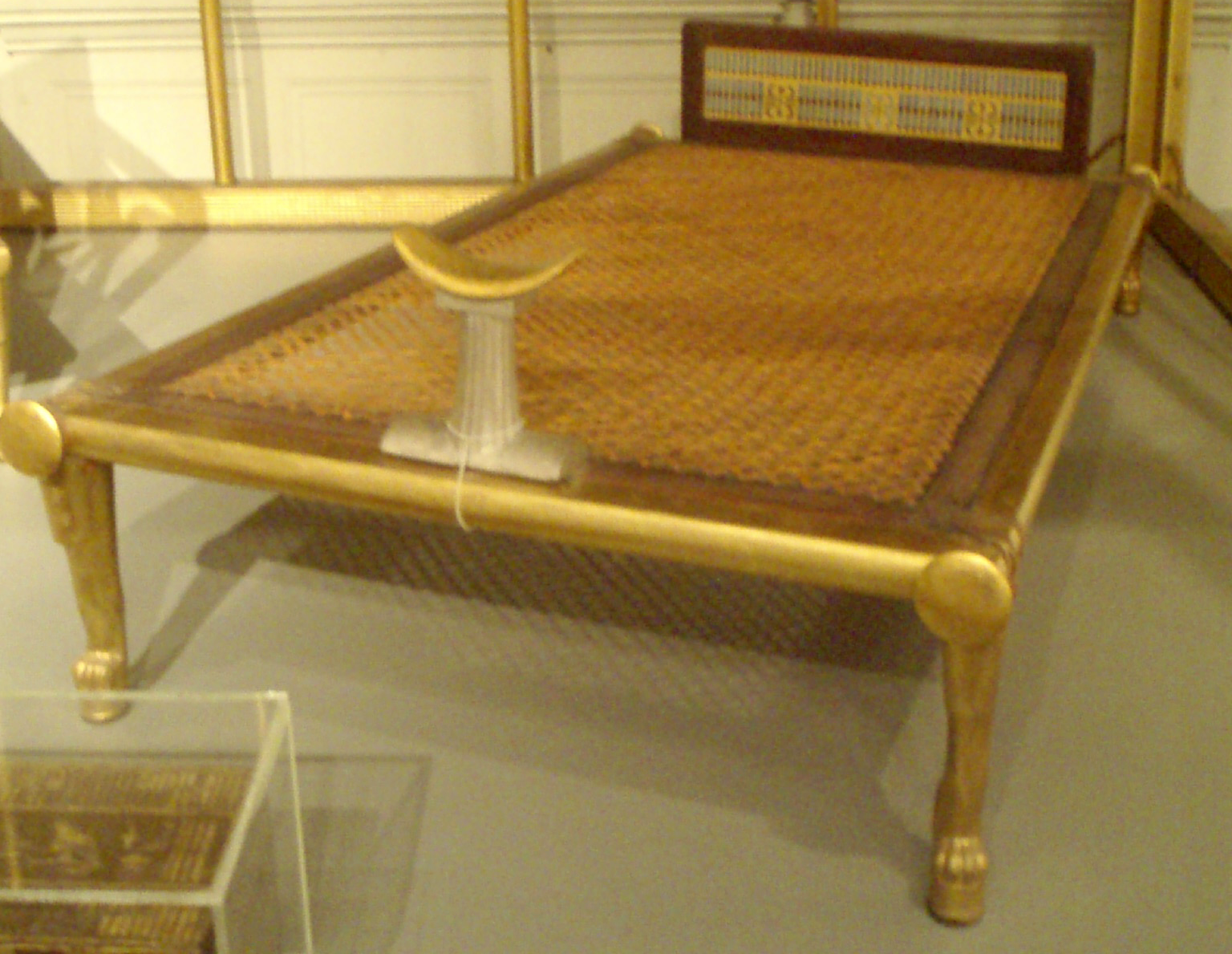
Cama de Hetepheres I, de madera sobredorada armada con tiras de cuero.

En la cámara había dos sillas, un dosel, una cama y una silla de manos. También había un cofre con joyas, piezas de cerámica, una colección de cuchillos y objetos de aseo, frascos de perfume, todo de gran riqueza, con adornos de oro, cobre y lapislázuli. La cama, completamente reconstruida, es un ejemplo de los hábitos de sueño de los antiguos egipcios. En la silla de manos aparece una inscripción con algunos de sus títulos: La madre del Rey del Alto y bajo Egipto, compañera de Horus, directora de los matarifes de la Casa de la Acacia, cuyas palabras son órdenes, la divina hija verdadera, Hetepheres.

## Teorías
El hecho de que se encontrase el cofre canopo y no el cuerpo ha dado lugar a distintas teorías:
- Reisner opinaba que la auténtica tumba estaba en Dahshur junto a la de Seneferu, y que este pozo lo construyó Jufu para trasladar lo salvado cuando la tumba fue violada. Los sacerdotes habrían sellado el sarcófago para ocultar al rey la desaparición del cuerpo de su madre, y se habría fabricado un ajuar nuevo, por eso no tiene trazas de haber sido usado.
- En 1985 Mark Lehner plantea la teoría de que esta era la tumba original, y que Jufu trasladó a su madre a alguna de las pirámides satélites cuando terminó el complejo funerario, desapareciendo el cuerpo en los saqueos posteriores. Esta teoría no explica el por qué se selló el sarcófago después de trasladar el cuerpo de la reina.[1]

### Citas
1. 1 2 3 4 5  Soria: op. cit.
2. ↑  Gundacker: op. cit., pp. 30-39.